# Kołodziejówka (przystanek kolejowy)
Kołodziejówka (ukr. Колодіївка) – przystanek kolejowy w pobliżu miejscowości Kołodziejówka, w rejonie tarnopolskim, w obwodzie tarnopolskim, na Ukrainie.
Przystanek istniał w II Rzeczypospolitej.